# Oathkeeper
«Oathkeeper» (Guardajuraments) és el quart episodi de la quarta temporada, el 34è del total, de la sèrie televisiva Game of Thrones de la productora nord-americana HBO. L'episodi va ser escrit per Bryan Cogman i dirigit per Michelle MacLaren. Es va estrenar el 27 d'abril del 2014. El títol fa referència al nom de la nova espasa que Jaime entrega a Brienne i que rememora la promesa que, ambdós, van fer a Catelyn Stark de recuperar les seves filles.

## Argument

### A Port Reial
Ser Jaime Lannister (Nikolaj Coster-Waldau) continua el seu entrenament d'espasa amb Bronn (Jerome Flynn) que l'insta a visitar el seu germà Tyrion (Peter Dinklage). Al calabós els dos germans discuteixen sobre l'assassinat de Joffrey i Tyrion proclama la seva innocència tot i que reconeix que això no canviarà res, ja que Cersei (Lena Headey) no pararà fins a veure’l mort. Jaime li diu a Tyrion que Cersei ha promès el títol de cavaller a qui capturi Sansa, però Tyrion també creu en la seva innocència. Als jardins de palau, Lady Olenna (Diana Rigg) li comenta a Margaery (Natalie Dormer) que aviat tornarà a Altjardí i que caldria que ella s'acostés a Tommen (Dean-Charles Chapman) abans que Cersei se li tornés en contra. A la nit, Cersei culpa a Jaime de no haver protegit prou bé a Joffrey i per haver-se deixat capturar per Catelyn Stark. Jaime intenta convèncer-la de la innocència de Tyrion però ella no el vol contestar i li demana més homes per a la custòdia de Tommen. Margaery visita Tommen a la seva cambra per parlar del seu imminent matrimoni i comença a teixir una relació amb ell, seguint els consells de la seva àvia.
L'endemà, Jaime entrega la seva espasa d'acer valyrià a Brienne (Gwendoline Christie) juntament amb una nova armadura i li encomana trobar a Sansa per protegir-la de Cersei. Li assigna com a escuder a Podrick Payne (Daniel Portman), el fins ara ajudant de Tyrion. Brienne anomena «Guardajuraments» a la nova espasa, tot recordant la promesa que, ella i Jaime, van fer a Catelyn Stark.

### Al mar
Lord Petyr Baelish (Aidan Gillen) li diu a Sansa (Sophie Turner) que es dirigeixen a la Vall d'Arryn, ja que, ben aviat, es casarà amb la seva tia Lysa. Sansa demana a Baelish si està involucrat en l'assassinat del rei, però ell nega haver-hi participat directament i li parla d'una pedra que faltava al collaret que Dontos li havia regalat i que, presumptament, era el contenidor del verí utilitzat. Sansa no creu que Baelish sigui l'autor del crim, perquè no tenia motius, en canvi aquest li respon que en no tenir motius mai seria sospitós del crim. I afegeix que els seus nous aliats li poden oferir moltes més coses que els Lannister, 

### Al Mur
Al pati del Castell Negre, Jon (Kit Harington) s'entrena amb Grenn (Mark Stanley) i instrueix als membres de la Guàrdia de la Nit sobre com lluiten els salvatges. Ser Alliser Thorne (Owen Teale) atura la lluita i ordena a Jon que faci la feina de majordom. Janos Slynt (Dominic Carter) li diu a Thorne que li aniria bé enviar a Jon, tal com ell havia demanat, a la Torrassa de Craster, ja que els amotinats segurament el matarien i s'evitaria que Jon pogués ser elegit nou Comandant de la Guàrdia. Jon es fa amic del nouvingut Locke (Noah Taylor), un agent secret de Roose Bolton que té la missió d'eliminar a Jon, Bran i Rickon. Finalment, Thorne autoritza l'expedició a la Torrassa de Craster i Jon recluta a una bona colla de guàrdies, entre ells a Locke.

### A l'altra banda del Mar Estret
La serventa de Daenerys, Missandei (Nathalie Emmanuel) enseny al Cuc Gris (Jacob Anderson) a parlar la llengua comuna per saber com tots dos es van convertir en esclaus. Quan es fa fosc, Cuc Gris lidera un grup d'Immaculats a través del clavegueram de Meeren per trobar-se amb una colla d'esclaus als que armen amb espases. Durant la nit aquests esclaus maten als seus amos i s'alliberen. Al matí Daenerys ordena executar als 163 amos que queden i clavar-los en pals tal com ells havien fet amb els nens esclaus que van assassinar i amb els quals marcaven cada milla a Mereen.

### Al voltant del Mur
A la Torrassa de Craster, Karl (Burn Gorman) ordena a Rast (Luke Barnes) que alimenti a la bèstia, as he drunkenly insults him and tells tales of his own legend in King's Landing. Una de les esposes de Craster es presenta amb un nadó. Karl el vol matar però quan li parlen de les costums de Craster d'entregar-los als déus, decideix seguir amb la tradició i ordena a Rast que deixi el nen al bosc. De tornada, Rast se'n riu de Fantasma, el llop de Jon que tenen engabiat. Molt a la vora, Bran i els seus companys senten els plors del nadó i veuen, a través dels ulls d'Estiu, com Fantasma està pres. Intenten alliberar-lo però són capturats pels amotinats. Bran, Jojen (Thomas Bradie-Sangster) i Meera (Ellie Kendrick) són portats davant Karl que obliga a Bran a admetre la seva veritable identitat.
Mentrestant, un Caminant Blanc és vist muntant un cavall mort i portant el darrer fill de Craster. Col·loca el nadó en un petit altar de gel. Al cap de poc, el nadó ja té els ulls blaus.

## Crítica
«Oathkeeper» (Guardajuraments) va rebre de Rotten Tomatoes una qualificació d'un 97% basada en les crítiques de 36 persones. Se'l considera un episodi molt sòlid, amb una direcció segura, amb fortes escenes d'acció i amb un desenvolupament intrigant de la trama.
Eric Goldman i Roth Cornet de IGN Entertainment van comentar que l'episodi és un «joc canviat» doncs s'aparta dels llibres més que qualsevol altre capítol. Alguns dels canvis inclouen fets de Jon, Bran i Daenerys. Goldman i Cornet assenyalen que gran part de l'episodi es percep com un spoiler pels lectors de la sèrie a causa dels canvis produïts, ja que s'avancen esdeveniments. També indiquen que apartar-se significativament dels llibres podria ser perjudicial per a l'espectacle.

### Audiència
L'episodi va batre el rècord d'audiència, ja que va ser seguit per 6.950.000 persones el dia de l'estrena.